# آکیکو اوکو
آکیکو اوکو (انگلیسی: Akiko Ōku؛ زادهٔ ۸ اکتبر ۱۹۶۸) کارگردان فیلم، و فیلم‌نامه‌نویس اهل ژاپن است.